# حفرة أهل الشيخ

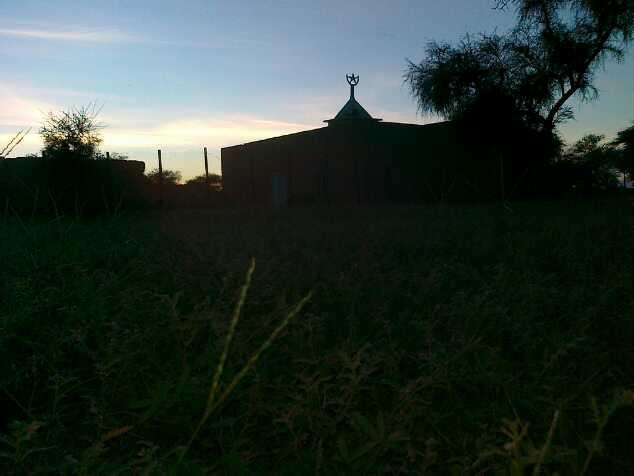
اطلالة في وقت الاصيل على مسجد الحفرة

حفرة أهل الشيخ سيد الأمين باللاتينية Hovratt AHL Cheikh Sid'Elemine قرية تابعة لمقاطعة كرو التابعة لـ ولاية لعصابة الواقعة في شرق موريتانيا تأسست في نهاية القرن التاسع عشر وبدايات القرن العشرين، ثم شهدت نزوحا سكانيا في النصف الأول من القرن العشرين، وتمت إعادة إحيائها في أواخر العام 1984 بمبادرة من رجل الأعمال الحسن ولد بو مع عدد من أعيان مجموعة أهل الشيخ سيد الأمين، ويعتبر مسجد القرية ومنارته أولى أساسات القرية وقد بني في بدايات العام 1986.

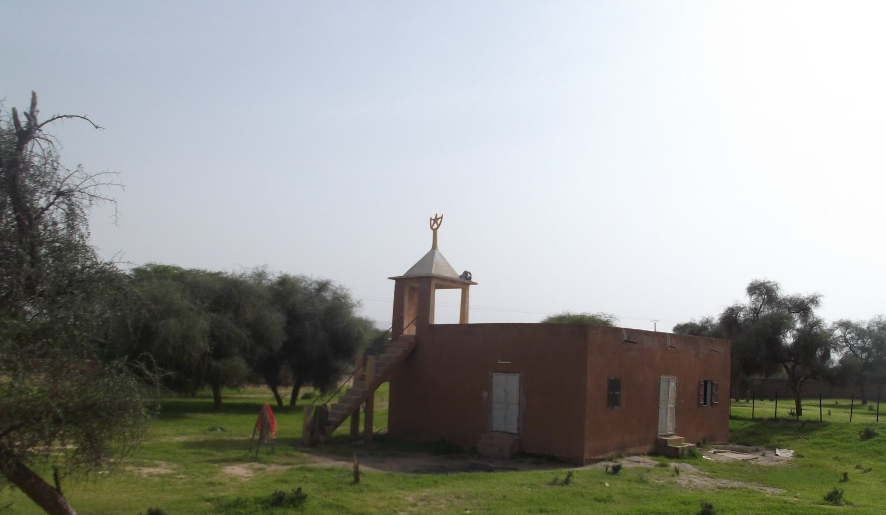
مسجد الحفرة وقت الظهيرة

## التسمية

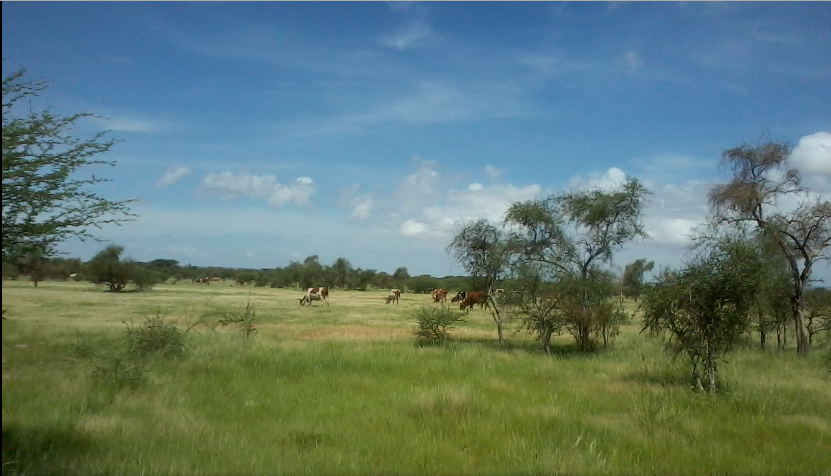
تنتشر المراعي في فصل الخريف

تسمى بالحفرة نتيجة وجودها في سهل منحدر، وتنتسب هذه المجموعة إلى جدها الشيخ سيد الأمين بن حبيب الله بن المختار بن الحبيب بن إبراهيم بن يعقوب بن موسى بن رمضان بن جاكان الأبرّ الذي تنتسب إليه قبيلة تجكانت .
والشيخ سيد الأمين عالم رباني عاش في الثلث الأخير من القرن الحادي عشر الهجري في مابين 1591 إلى 1687 للميلاد، وقد كان يدرس القرآن بالقرآت السبع كما انتصب للقضاء والفتيا في منطقة تكانت، كما كان شاعرا استوعبت قصائدة جميع الحروف الهجائية والبحور الشعرية، ودارت أغلبها في رياض التضرع والدعاء والابتهال إلى الله فمما قال:

## الجغرافيا
تقع حفرة أهل الشيخ سيد الأمين في الجتوب الشرقي لـموريتانيا، على بعد 554 كلم شرق العاصمة نواكشوط، وتمتد الحدود الجغرافية للحفرة من (كدية) هضبة تيززاي شمالا حتى (خشومة لعلاب) تيارت البيضة جنوبا، وتمتد حدودها الشرقية إلى مجموعات اديشف (قليك لحراطين) وغربا إلى طيبة وإلى أهل زيدان وأولاد الامين في الشمال الغربي.

## المناخ
تمتاز حفرة أهل الشيخ بمناظرها الطبيعية، فهي تقع بين الجبال الراسيات من الشمال والكثبان الرملية من الجنوب، والمناخ في القرية مناخ حار وجاف صيفا، بارد شتاءا وتتساقط الأمطار فيها بين يوليو ونوفمبر، مما يؤدي إلى انتشار المراعي جنوبا وشمالا.

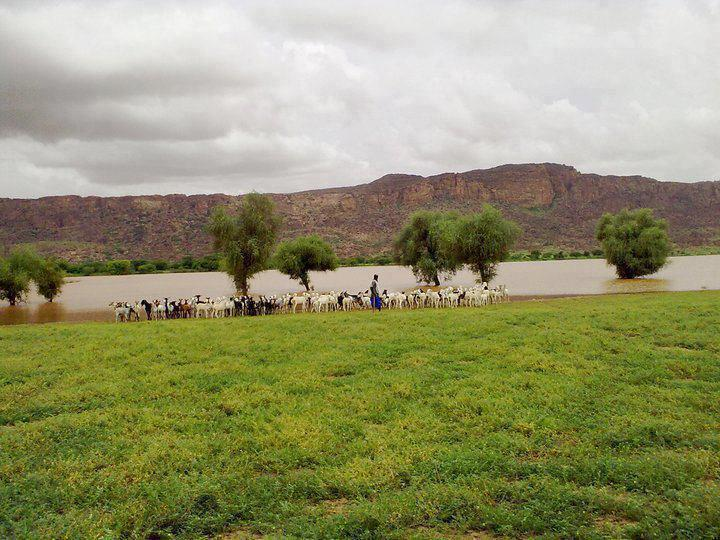
المراعي الجنوبية

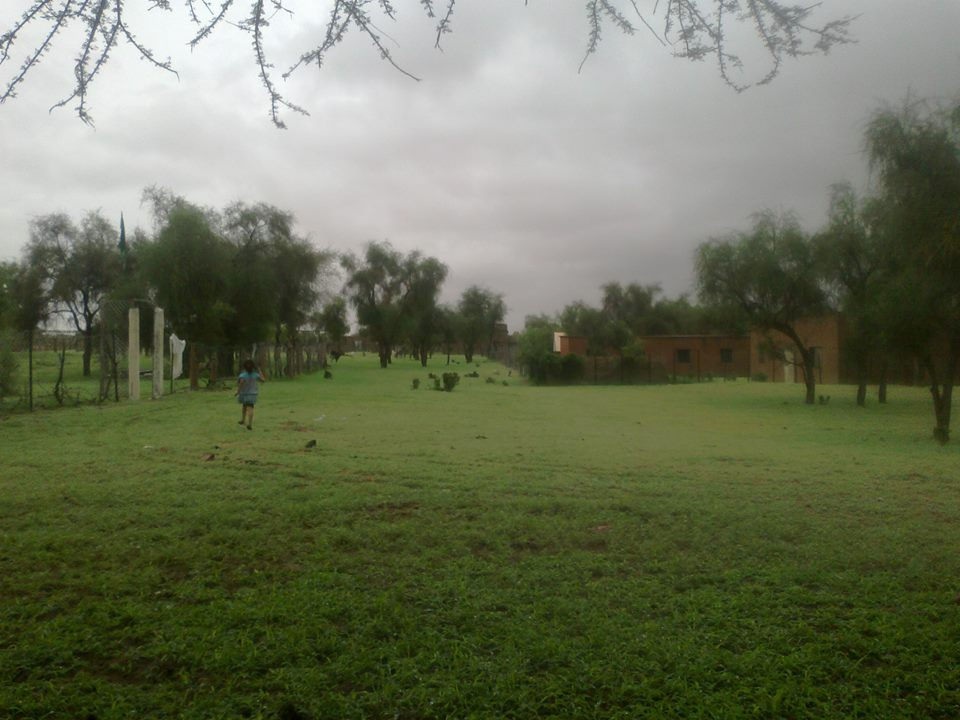
مناظر طبيعية في فصل الخريف

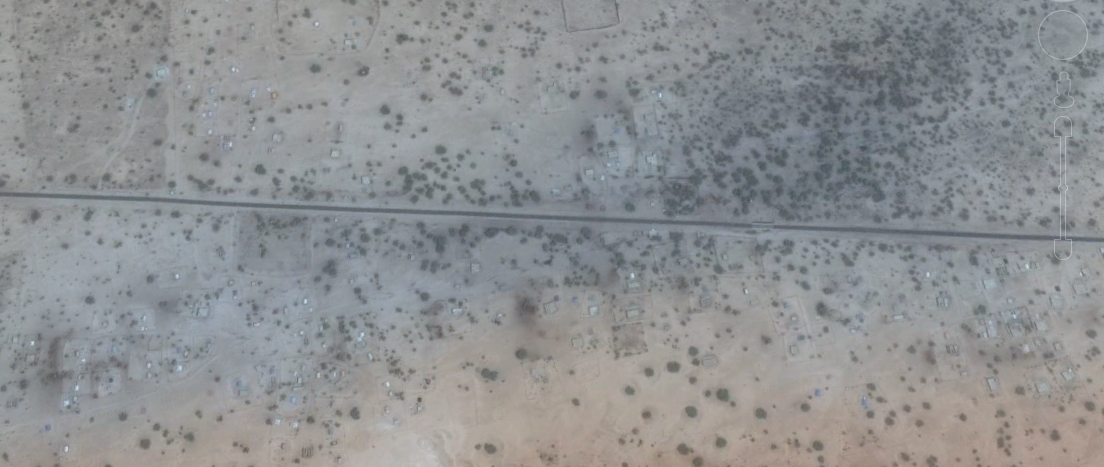
رؤية جوية لحفرة أهل الشيخ

| البيانات المناخية لـحفرة أهل الشيخ سيد الأمين | البيانات المناخية لـحفرة أهل الشيخ سيد الأمين | البيانات المناخية لـحفرة أهل الشيخ سيد الأمين | البيانات المناخية لـحفرة أهل الشيخ سيد الأمين | البيانات المناخية لـحفرة أهل الشيخ سيد الأمين | البيانات المناخية لـحفرة أهل الشيخ سيد الأمين | البيانات المناخية لـحفرة أهل الشيخ سيد الأمين | البيانات المناخية لـحفرة أهل الشيخ سيد الأمين | البيانات المناخية لـحفرة أهل الشيخ سيد الأمين | البيانات المناخية لـحفرة أهل الشيخ سيد الأمين | البيانات المناخية لـحفرة أهل الشيخ سيد الأمين | البيانات المناخية لـحفرة أهل الشيخ سيد الأمين | البيانات المناخية لـحفرة أهل الشيخ سيد الأمين | البيانات المناخية لـحفرة أهل الشيخ سيد الأمين |
| الشهر                                         | يناير                                         | فبراير                                        | مارس                                          | أبريل                                         | مايو                                          | يونيو                                         | يوليو                                         | أغسطس                                         | سبتمبر                                        | أكتوبر                                        | نوفمبر                                        | ديسمبر                                        | المعدل السنوي                                 |
| --------------------------------------------- | --------------------------------------------- | --------------------------------------------- | --------------------------------------------- | --------------------------------------------- | --------------------------------------------- | --------------------------------------------- | --------------------------------------------- | --------------------------------------------- | --------------------------------------------- | --------------------------------------------- | --------------------------------------------- | --------------------------------------------- | --------------------------------------------- |
| متوسط درجة الحرارة الكبرى °ف                  | 86                                            | 91                                            | 93                                            | 95                                            | 97                                            | 104                                           | 104                                           | 95                                            | 91                                            | 90                                            | 90                                            | 82                                            | 93                                            |
| متوسط درجة الحرارة الصغرى °ف                  | 63                                            | 64                                            | 66                                            | 66                                            | 72                                            | 77                                            | 75                                            | 73                                            | 75                                            | 70                                            | 66                                            | 57                                            | 69                                            |
| الهطول إنش                                    | 0                                             | 0.1                                           | 0                                             | 0                                             | 0                                             | 0.1                                           | 0.5                                           | 4.1                                           | 0.9                                           | 0.4                                           | 0.1                                           | 0                                             | 6.2                                           |
| متوسط درجة الحرارة الكبرى °م                  | 30                                            | 33                                            | 34                                            | 35                                            | 36                                            | 40                                            | 40                                            | 35                                            | 33                                            | 32                                            | 32                                            | 28                                            | 34                                            |
| متوسط درجة الحرارة الصغرى °م                  | 17                                            | 18                                            | 19                                            | 19                                            | 22                                            | 25                                            | 24                                            | 23                                            | 24                                            | 21                                            | 19                                            | 14                                            | 20                                            |
| الهطول مم                                     | 0                                             | 3                                             | 0                                             | 0                                             | 0                                             | 3                                             | 13                                            | 104                                           | 23                                            | 10                                            | 3                                             | 0                                             | 159                                           |
| المصدر: بي بي سي BBC Weather                  |                                               |                                               |                                               |                                               |                                               |                                               |                                               |                                               |                                               |                                               |                                               |                                               |                                               |

## التعليم والدين
في القرية مدرسة ابتدائية جرى تدشينها في بداية التسعينات من القرن العشرين، ثم تم إعادة بنائها في جنوب القرية في بداية الألفية، ولا يزال أبناء القرية يتلقون التعليم فيها إلى يومنا الحاضر، وفي القرية أيضا محظرة باب ولد عمارو التي تعتبر منبرا لنشر الدين والعلوم الشرعية، تخرج منه العديد من حملة القرآن من أبناء القرية.

## الاقتصاد
تشهد المنطقة كغيرها من المناطق المحيطة بكرو أنشطة تجارية واقتصادية متعددة، كما شهدت نهضة عمرانية متسارعة مع بدايات الألفية حيث غلبت المباني الحديثة هناك على مايعرف محليا بلمبارات، وتوجد بالمنطقة محطة للبنزين منذ ثمانينات القرن العشرين، بالإضافة لسوق شعبي، وقد بدأت الشركة الوطنية للكهرباء somelec بمدّ أعمدة الإنارة إلى القرية في تاريخ 12 أغسطس 2015 كما تتوفر في القرية خدمات المياه منذ تسعينات القرن العشرين، ويوجد بالمنطقة عدد من المنمين الذين يمتهنون الزراعة وتربية المواشي، التي تقدر أعدادها بحوالي 1000 رأس من الأغنام والأبقار والإبل.

## الثقافة والفن
يوجد في القرية العديد من رواد الأدب والشعر بشقيه الفصيح والحساني (التقليدي) كما توجد بعض الأسر الفنية التي تحيي في أوقات متفرقة أماسي وسهرات فنية، وتشهد المنطقة ذروة هذه الأمسيات والاحتفالات في مواسم الخريف والمواسم الانتخابية والسياسية.

## أعيان القرية

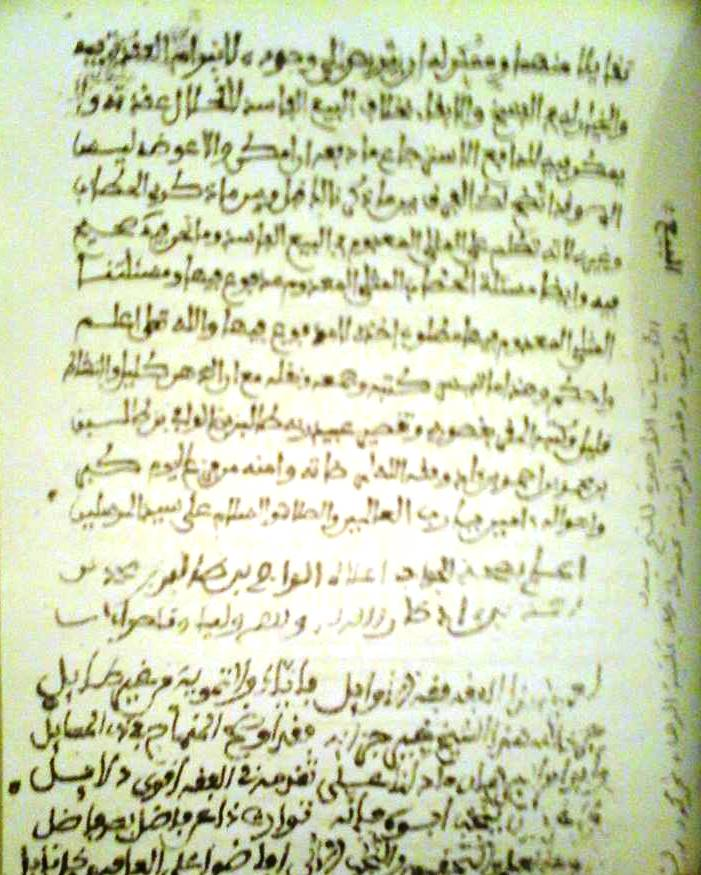
مخطوط يعود للقرن 11 هــ لأبيات بخط يد الشيخ سيد الامين

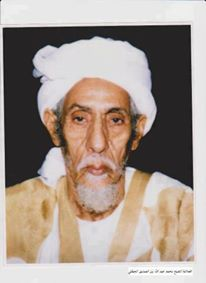
العلامة محمد عبد الله ولد الصديق

من هذه المنطقة ومن هذه الأسرة ينحدر العلامة الجليل والحبر عالم أهل المغرب والمشرق محمد عبد الله ولد الصديق والشيخ المصلح محمد الأمين بن الحسين المدرس بجامعة أم القرى بمكة المكرمة ومن حفرة أهل الشيخ ينحدر كذلك عمدة مقاطعة كرو الشيخ أميّ ولد حد، ومن ذات الأسرة كذلك ينحدرعمدة مقاطعة كيفة أمين ولد أبّ، كذلك ينحدر من حفرة أهل الشيخ السفير والسياسي المحنك المختار ولد داهي، كما ينحدر منها الوزير والسياسي والنائب البارز صاحب السمعة الحسنة والشهرة الواسعة يحيى ولد سيدي المصطف، كما ينحدر منها الباحث والمؤلف اللامع والاستاذ الجامعي د:الطيب بن عمر بن الحسين صاحب كتاب السلفية وأعلامها في موريتانيا والحائز على جائزة شنقيط، ومن هذه الأسرة ينحدر الكثير كذلك من العلماء والمجددين مثل السياسي محمد عبد الله ولد حد، والفقيه الحسن بن أحمد... وغيرهم من الفضلاء.
غالبية ساكنة الحفرة من عائلة أهل الشيخ سيدي الأمين كما تقطنها مجموعات أخرى، ويذكر المختار ولد حامد في كتابه حياة موريتايا، جزءتجكانت {{أهل الشيخ سيدي الأمين بن حبيب بطن من بطون تجكانت توطن في تكانت والرقيبة منذ القرن الثاني عشر هجري حيث حل من تجكانت محل الأنف من الوجه وأصبح المنتمي إليه بخؤولة يتيه بذلك على أقرانه، وماذاك إلا لما لعبه من دور هام في أوقات الخيروالشر, ولما أبلى من بلاء حسن في سائر الحروب الجكنية كحرب كنتة .والعامة لا تضيفه إلى " الرماظين " أصلا بل تكتفي بشهرته عن تعريفه.}}.

## تحديات المستقبل
تعاني القرية كما معظم المناطق المحيطة بها مشاكل تنموية تبدأ من مشاكل زحف الرمال، كما تعاني من أزمات في الكهرباء والماء وأيضا انعدام المؤسسات الصحية ومشاكل العزلة، بالإضافة إلى المشاكل الإدارية والتعليمية وانعدام البنية التحتية المدنية.